# Jhoanner Chávez
Jhoanner Stalin Chávez Quintero, noto semplicemente come Jhoanner Chávez (Puerto Francisco de Orellana, 25 aprile 2002), è un calciatore ecuadoriano, difensore del Lens e della nazionale ecuadoriana.

## Caratteristiche tecniche
È un terzino sinistro.

## Carriera

### Club
Cresciuto nel settore giovanile dell'Independiente del Valle, debutta in prima squadra il 1º ottobre 2020 in occasione dell'incontro di Coppa Libertadores perso 4-0 contro il Flamengo. Pochi mesi più tardi gioca il suo primo incontro in Primera Categoría Serie A, contro l'El Nacional.

### Nazionale
Nel 2019 con la nazionale Under-17 ecuadoriana prende parte al campionato mondiale di categoria, raggiungendo gli ottavi di finale.
Nel 2022 ha esordito in nazionale maggiore.

## Statistiche
Statistiche aggiornate al 14 agosto 2023.

### Presenze e reti nei club
| Stagione        | Squadra                 | Campionato      | Campionato | Campionato | Coppe nazionali | Coppe nazionali | Coppe nazionali | Coppe continentali | Coppe continentali | Coppe continentali | Altre coppe | Altre coppe | Altre coppe | Totale | Totale | Totale |
| Stagione        | Squadra                 | Comp            | Pres       | Reti       | Comp            | Pres            | Reti            | Comp               | Pres               | Reti               | Comp        | Pres        | Reti        | Pres   | Reti   |        |
| --------------- | ----------------------- | --------------- | ---------- | ---------- | --------------- | --------------- | --------------- | ------------------ | ------------------ | ------------------ | ----------- | ----------- | ----------- | ------ | ------ | ------ |
| 2020            | Independiente del Valle | A               | 1          | 0          |                 | -               | -               | CL                 | 1                  | 0                  |             | -           | -           | 2      | 0      |        |
| 2021            | Independiente del Valle | A               | 21         | 0          |                 | -               | -               | CL+CS              | 7+0                | 0                  | SE          | 1           | 0           | 29     | 0      |        |
| 2022            | Independiente del Valle | A               | 21         | 3          | CE              | 10              | 2               | CL+CS              | 6+7                | 1+1                |             | -           | -           | 44     | 7      |        |
| 2023            | Bahia                   | PD/BA+A         | 9+10       | 0          | CB              | 5               | 0               |                    | -                  | -                  | CdN         | 5           | 1           | 29     | 1      |        |
| 2023            | Independiente del Valle | A               | 2          | 0          |                 | -               | -               |                    | -                  | -                  |             | -           | -           | 2      | 0      |        |
| Totale carriera | Totale carriera         | Totale carriera | 64         | 3          |                 | 15              | 2               |                    | 21                 | 2                  |             | 6           | 1           | 106    | 8      |        |

### Cronologia presenze e reti in nazionale
| Cronologia completa delle presenze e delle reti in nazionale ― Ecuador | Cronologia completa delle presenze e delle reti in nazionale ― Ecuador | Cronologia completa delle presenze e delle reti in nazionale ― Ecuador | Cronologia completa delle presenze e delle reti in nazionale ― Ecuador | Cronologia completa delle presenze e delle reti in nazionale ― Ecuador | Cronologia completa delle presenze e delle reti in nazionale ― Ecuador | Cronologia completa delle presenze e delle reti in nazionale ― Ecuador | Cronologia completa delle presenze e delle reti in nazionale ― Ecuador |
| Data                                                                   | Città                                                                  | In casa                                                                | Risultato                                                              | Ospiti                                                                 | Competizione                                                           | Reti                                                                   | Note                                                                   |
| ---------------------------------------------------------------------- | ---------------------------------------------------------------------- | ---------------------------------------------------------------------- | ---------------------------------------------------------------------- | ---------------------------------------------------------------------- | ---------------------------------------------------------------------- | ---------------------------------------------------------------------- | ---------------------------------------------------------------------- |
| 12-11-2022                                                             | Madrid                                                                 | Ecuador                                                                | 0 – 0                                                                  | Iraq                                                                   | Amichevole                                                             | -                                                                      | 46’                                                                    |
| 12-10-2023                                                             | La Paz                                                                 | Bolivia                                                                | 1 – 2                                                                  | Ecuador                                                                | Qual. Mondiali 2026                                                    | -                                                                      | 78’                                                                    |
| 17-10-2023                                                             | Quito                                                                  | Ecuador                                                                | 0 – 0                                                                  | Colombia                                                               | Qual. Mondiali 2026                                                    | -                                                                      |                                                                        |
| 10-9-2024                                                              | Quito                                                                  | Ecuador                                                                | 1 – 0                                                                  | Perù                                                                   | Qual. Mondiali 2026                                                    | -                                                                      | 87’                                                                    |
| 15-10-2024                                                             | Montevideo                                                             | Uruguay                                                                | 0 – 0                                                                  | Ecuador                                                                | Qual. Mondiali 2026                                                    | -                                                                      | 90+3’                                                                  |
| 19-11-2024                                                             | Barranquilla                                                           | Colombia                                                               | 0 – 1                                                                  | Ecuador                                                                | Qual. Mondiali 2026                                                    | -                                                                      | 60’                                                                    |
| Totale                                                                 |                                                                        | Presenze                                                               | 6                                                                      |                                                                        | Reti                                                                   | 0                                                                      |                                                                        |

## Palmarès

### Club

#### Competizioni nazionali
- Campionato ecuadoriano: 1

Independiente del Valle: 2021
- Copa Ecuador: 1

Independiente del Valle: 2022

#### Competizioni internazionali
- Coppa Sudamericana: 1

Independiente del Valle: 2022

#### Competizioni statali
- Campionato Baiano: 1

Bahia: 2023